# Megalomyrmex cupecuara
Megalomyrmex cupecuara är en myrart som beskrevs av Brandao 1990. Megalomyrmex cupecuara ingår i släktet Megalomyrmex och familjen myror. Inga underarter finns listade i Catalogue of Life.